# Калинівка (Кам'янська міська громада)
Кали́нівка (МФА: [kɐˈɫɪɲiu̯kɐ] ( прослухати)) — селище в Україні, у Черкаському районі Черкаської області. Входить до складу Кам'янської міської громади. Розташоване на південний захід від центру громади — міста Кам'янка. Населення 31 людина (на 2001 рік).